# ثلاثي ميثيل البورات
ثلاثي ميثيل البورات هو مركب بورون عضوي له الصيغة B(OCH3)3، ويكون على شكل سائل عديم اللون. يصنف المركب على أنه إستر ميثيلي لحمض البوريك، وهو أبسط هذه الاسترات.

## التحضير
تحضر استرات حمض البوريك من تسخين الحمض مع الكحول الموافق، هنا الميثانول، وذلك في شروط تفاعل خالية من الماء.
{\displaystyle \mathrm {B(OH)_{3}\ +3\ CH_{3}OH\ {\overrightarrow {\longleftarrow }}\ B(OCH_{3})_{3}\ +\ 3\ H_{2}O} }
لإزاحة التفاعل إلى الجهة اليمنى ينبغي سحب أحد منتجات التفاعل حسب مبدأ انزياح التوازن، لذلك غالباً ما يجري التفاعل في وسط من حمض الكبريتيك، الذي يقوم بسحب الماء من التفاعل، كما يقوم يدور حفاز حمضي للتفاعل في نفس الوقت.
هناك إمكانية استخدام أكاسيد البورون في التفاعل بدل حمض البوريك، ولكن ينتج لدينا استرات مختلفة لحمض البوريك. من بدائل طرق التحضير أيضاً تفاعل هاليدات البورون مثل ثلاثي بروميد البورون مع الميثانول بوجود وسط قاعدي:
{\displaystyle \mathrm {BBr_{3}\ +\ 3\ CH_{3}OH\ {\overrightarrow {\longleftarrow }}\ B(OCH_{3})_{3}\ +\ 3\ HBr} }

## الخصائص

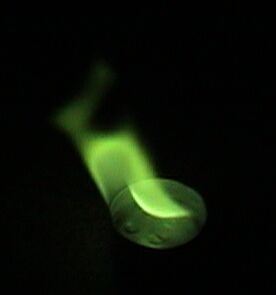
لهب أخضر لحمض البوريك في الميثانول.

إن ثلاثي ميثيل البورات عبارة عن سائل عديم اللون متطاير، يتفكك بالتماس مع الماء إلى مكوناته من حمض البوريك والميثانول بتفاعل حلمهة، وذلك بشكل ناشر للحرارة (−19.3 كيلوجول/مول).
يعطي ثلاثي ميثيل البورات عند إحراقه لهباً أخضر اللون. نتيجة عدم وجود روابط C–C في المركب، لا يعطي تفاعل الإحراق سناجاً، ويتشكل ثلاثي أكسيد البورون، والذي يعد بلاماء حمض البوريك.
{\displaystyle \mathrm {2\ B(OCH_{3})_{3}\ +\ 9\ O_{2}\ \longrightarrow \ 6\ CO_{2}\ +\ 9\ H_{2}O\ +\ B_{2}O_{3}} }

## الاستخدامات
يعد مركب ثلاثي ميثيل البورات من الكواشف الكيميائية شائعة الاستخدام في الكيمياء العضوية. إن ثلاثي ميثيل البورات هو مركب وسطي أثناء تحضير بورهيدريد الصوديوم، وذلك من خلال تفاعله مع هيدريد الصوديوم كما في التفاعل:
{\displaystyle \mathrm {4\ NaH\ +\ B(OCH_{3})_{3}\ \longrightarrow \ NaBH_{4}\ +\ 3\ NaOCH_{3}} }
جرى البحث حول استخدام المركب كمؤخر للحريق، بالإضافة اختباره كمادة مضافة إلى بعض البوليمرات.
في الكيمياء العضوية، يستخدم ثلاثي ميثيل البورات كمركب طليعي لتحضير أحماض البورونيك، والتي تستخدم في تفاعل سوزوكي، وذلك من خلال مفاعلة المادة مع كاشف غرينيار، يليها إجراء تفاعل حلمهة، كما في التفاعل التالي (حيث Ar تشير إلى مجموعة أريل):
{\displaystyle \mathrm {ArMgBr\ +\ B(OCH_{3})_{3}\ \longrightarrow \ MgBrOCH_{3}\ +\ ArB(OCH_{3})_{2}} }
{\displaystyle \mathrm {ArB(OCH_{3})_{2}\ +\ 2\ H_{2}O\ \longrightarrow \ ArB(OH)_{2}\ +\ 2\ HOCH_{3}} }